# Midi et Soir

Midi et soir est un téléfilm français réalisé par Laurent Firode et diffusé pour la première fois le 1er octobre 2011 sur France 3.

## Synopsis
Depuis la mort de leur père, les deux frères se partagent le restaurant familial. Jean-Michel s’ennuie au service du midi avec une clientèle pressée et économe tandis qu’Alexandre rayonne en soirée. Les relations entre les deux n’ont jamais été très bonnes, mais le jour où Alexandre est éconduit par sa femme Virginie et qu’il doit camper chez son frère, les ennuis commencent…
Surtout si le restaurant doit fermer pour tapage nocturne et qu’il n’existe plus entre les deux frères de midi et soir mais du "service continu" qui les oblige à vivre l’un à côté de l’autre. Et que dire quand Alexandre pour assurer la survie du fleuron familial, sans argent… entreprend des travaux alors que Jean-Michel, le frère indigne veut vendre sa part pour se lancer dans une carrière de clown…

## Fiche technique
- Scénario : Laurent Firode
- Directeur de la photographie : Matthieu Misiraca
- Pays :  France
- Durée : 90 minutes

## Distribution
- Roland Magdane : Alexandre
- Daniel Russo : Jean-Michel
- Sophie Mounicot : Virginie
- Frédéric Bouraly : Philippe
- Murielle Huet des Aunay : Chloé
- Irène Ismaïloff : Mado
- Husky Kihal : Zako
- Jean-Michel Marnet : Mirko